# Jessica Rothe
Jessica Rothe, nata Jessica Ann Rothenberg (Denver, 28 maggio 1987), è un'attrice statunitense.
Nota per i ruoli nei film La La Land, Auguri per la tua morte e nella serie televisiva Mary + Jane, ha inoltre recitato sotto la regia di Gabriele Muccino, Maggie Greenwald, Bart Freundlich e Susan Seidelman.

## Biografia
Jessica Ann Rothenberg è nata a Denver, in Colorado, ed è figlia di Susan e Steve Rothenberg, quest'ultimo di origine ebraica e figlio di Colleen Rothenberg, attrice di teatro californiana. Rothe ha iniziato a seguire lezioni di balletto dall'età di otto anni, per proseguire la passione per la recitazione, frequentando le scuole estive di teatro presso Kansas City. Parallelamente, Rothe si è diplomata presso la Cherry Creek High School nella città natale e si è laureata in Belle arti all'Università di Boston nel 2009.
Successivamente alla laurea, Rothe inizia ad entrare nell'ambiente televisivo interpretando ruoli secondari nelle serie televisive America's Most Wanted: America Fights Back, The Onion News Network e Happy Endings e Gossip Girl, venendo scelta per il cast del film televisivo 50 anni in rosa (The Hot Flashes) diretto da Susan Seidelman nel 2012. Nel 2013 ottiene i primi ruoli cinematografici, tra cui in The Last Keepers - Le ultime streghe di Maggie Greenwald, recitando al fianco di Aidan Quinn, Virginia Madsen e Olympia Dukakis. Nel 2014 recita nel ruolo di Stephanie nella serie televisiva Next Tim on Lonny, mentre nel 2015 recita assieme a Hannah Murray in Lily & Kat e nel ruolo di Beatrix Carver in Parallels, sotto la regia di Christopher Leone, ottenendo così i primi ruoli da attrice protagonista.
Nel 2016 Rothe è presente in numerose pellicole cinematografiche, venendo scelta nel cast di L'estate addosso diretto da Gabriele Muccino, Wolves - Il campione (Wolves) di Bart Freundlich, e interpreta Alexis nel film premio Oscar La La Land di Damien Chazelle. Nello stesso anno ricopre il ruolo di protagonista nella serie televisiva Mary + Jane per MTV. Nel 2017 recita nel ruolo di Theresa "Tree" Gelbman nel film Auguri per la tua morte sotto la regia di Christopher B. Landon, ottenendo l'apprezzamento della critica cinematografica.
Nel 2018 interpreta Josie, protagonista del film Per sempre la mia ragazza (Forever My Girl), diretto da Bethany Ashton Wolf, e l'anno successivo ricopre nuovamente il ruolo di Theresa "Tree" Gelbman nel sequel Ancora auguri per la tua morte. Nel 2020 viene scelta nel ruolo di protagonista sia del film All My Life che di Valley Girl. Nello stesso anno è presente nel cast del remake della serie televisiva britannica Utopia per Amazon Prime Video. Nel 2021 recita il ruolo di May nel thriller Body Brokers. Nel gennaio 2022 viene annunciato che Rothe interpreterà il ruolo di June 27 nel film Boy Kills World di John Swab.

## Vita privata
Il 12 settembre 2020, Rothe ha sposato l'attore Eric Flem a Morrison, Colorado.

## Filmografia

### Cinema
- The Last Keepers - Le ultime streghe (The Last Keepers), regia di Maggie Greenwald (2013)
- Jack, Jules, Esther and Me, regia di Daniel Poliner (2013)
- Lily & Kat, regia di Micael Preysler (2015)
- Parallels, regia di Christopher Leone (2015)
- Juveniles, regia di Nico Sabenorio (2016)
- L'estate addosso, regia di Gabriele Muccino (2016)
- La La Land, regia di Damien Chazelle (2016)
- Wolves - Il campione (Wolves), regia di Bart Freundlich (2016)
- Auguri per la tua morte (Happy Death Day), regia di Christopher B. Landon (2017)
- Tutto ciò che voglio (Please Stand By), regia di Ben Lewin (2017)
- Per sempre la mia ragazza (Forever My Girl), regia di Bethany Ashton Wolf (2018)
- Ancora auguri per la tua morte (Happy Death Day 2U), regia di Christopher Landon (2019)
- All My Life, regia di Marc Meyers (2020)
- Valley Girl, regia di Rachel Lee Goldenberg (2020)
- Body Brokers, regia di John Swab (2021)
- Boy Kills World, regia di Moritz Mohr (2023)

### Televisione
- America's Most Wanted: America Fights Back – serie TV, 1 episodio (2010)
- The Onion News Network – serie TV, 2 episodi (2011)
- Happy Endings – serie TV, 1 episodio (2011)
- Gossip Girl – serie TV, episodio 5x14 (2012)
- 50 anni in rosa (The Hot Flashes), regia di Susan Seidelman – film TV (2013)
- Blue Bloods – serie TV, 1 episodio (2013)
- High Maintenance – serie TV, 1 episodio (2013)
- Next Tim on Lonny – serie TV, 6 episodi (2014)
- Chicago P.D. – serie TV, 1 episodio (2016)
- Mary + Jane – serie TV, 10 episodi (2016)
- Utopia – serie TV, 4 episodi (2020)
- Eli Roth's History of Horror – serie TV, 1 episodi (2021)

## Doppiatrici italiane
Nelle versioni in italiano delle opere in cui ha recitato, Jessica Rothe è stata doppiata da:
- Valentina Favazza in La La Land, Auguri per la tua morte, Per sempre la mia ragazza, Ancora auguri per la tua morte, Utopia, All My Life, Pulse
- Lucrezia Marricchi in Blue Bloods
- Perla Liberatori in Boy Kills World
- Francesca Rovaris in Virgin River